# Željeznička pruga Gabela – Zelenika
Željeznička pruga Gabela – Zelenika bila je željeznička pruga uskog kolosijeka na jugu tadašnje Austro-Ugarske, a danas Bosne i Hercegovine, Hrvatske (odvojak prema Dubrovniku) i Crne Gore. Osnovna dionica bila je Gabela – Hum – Uskoplje – Zelenika u dužini od 155,5 km (nakon uvođenja pruge normalnog kolosijeka Čapljina – Zelenika), a postojali su odvojci Uskoplje – Gruž (Dubrovnik) u dužini od 16,5 km te Hum – Trebinje u dužini od 16,6 km. Bila je dio tadašnjeg plana povezivanja jadranskih luka (Dubrovnika, Metkovića, poslije Ploča) sa zaleđem i dalje prema srednjoeuropskim prugama. Nakon Drugog svjetskog rata izgrađena je i dionica od Nikšića do Titograda (danas Podgorice) u dužini od 56,3 km.

## Povijest
Nakon Berlinskog kongresa 1878. Bosna i Hercegovina je potpala pod vojnu upravu Austro-Ugarske. Nove okolnosti mijenjaju dotadašnju politiku izolacije dalmatinskih luka i izgradnja željezničke mreže u novostečenim područjima postaje imperativ. Vojni i strateški interes imao je prednost u određivanju budućih trasa u odnosu na ekonomski. U nekoliko desetljeća u Bosni i Hercegovini nastala je mreža pruga, širine kolosijeka 760 mm, često zvanog i Bosanskim kolosijekom. U vremenu od 1879. do 1891. spojeno je više pruga na pravcu Bosanski Brod – Zenica – Sarajevo – Mostar – Metković, a dvije najznačajnije su Bosanski Brod – Sarajevo, te Sarajevo – Metković (Ploče). Dubrovnik je preko posebnog konzorcija 1880. tražio da se luka u Gružu poveže s prugom Sarajevo – Metković. Nakon 9 godina Austro-Ugarska prihvaća inicijativu o produženju te pruge prema Dubrovniku i Boki kotorskoj, u to vrijeme bazi austrougarske mornarice.
Iako je povezivanje Boke (samim time i Dubrovnika) bilo razmatrano kroz više varijanti (Mostar – Stolac – Trebinje – Boka kotorska, Metković – Neum – Dubrovnik...) odluka o dionici donesena je zahvaljujući Benjaminu Kallayu, tadašnjem upravitelju Bosne i Hercegovine koji je držao da bi u tehničkom, političkom i vojnom pogledu bilo daleko korisnije ako bi nova pruga išla od stanice Gabela na željezničkoj liniji Mostar – Metković preko Hutova, duž Popova polja do Gruža i s jednim ogrankom do Trebinja. Ova trasa bila bi kraća za oko 25 km i mnogo lakša.

## Izgradnja pruge
Carskom uredbom od 7. srpnja 1898. određuje se izgradnja pruge i odobrava kredit od 33,6 milijuna kruna: 22 milijuna za hercegovački te 11,6 milijuna za dalmatinski dio, uz rok vraćanja od 60 godina. Pruga je smatrana možda i najtežim građevinskim zahvatom u tadašnjoj državi zbog težine terena, te uvjetom da pruga bude zaštićena od napada s mora. Tome je doprinosila i izgradnja kuća i okućnica za zaposlenike željeznice i njihove obitelji, a na predjelima koje je tadašnja vlast smatrala nepouzdanima, zgrade su građene poput tvrđava, s puškarnicama, a oko njih nije bila dopuštena nikakva gradnja.
Trasiranje, snimanje zemljišta i obilježavanje terena počinje 1897., a izgradnja počinje 1898. Osim teškog terena, problem prilikom izgradnje bile su epidemije malarije u dolini Neretve, osiguravanje dovoljne količine vode za radnike i lokomotive u sušnoj Hercegovini (pogotovo za vrijeme vrućih ljeta), hladne zime, te općenito nepovoljne klimatske prilike. Tako je (u svrhu osiguravanja dovoljnih količina vode) na postaji Hrasno (u mjestu Brštanica) izgrađen bazen za kišnicu zapremine 7000 m3, u to vrijeme najveća građevina od armiranog betona na Balkanu. Snimanje terena obavili su austrijski inženjeri uz pomoć lokalnog stanovništva koje im je davalo korisne informacije. O tome koliko je taj dio posla dobro obavljen svjedoči podatak da pruga nikada nije bila poplavljena niti je bila pod naletom vodenih bujica. O težini radova na ovoj pruzi u ljeto 1897. svjedočio je izvjesni geodet Regel: Sredinom lipnja postalo je tragično vruće. Bilo je mjesta kod snimanja gdje je isijavanje golih stijena bilo toliko intenzivno gdje se gubio dah, zrak pred objektivom je svojim titranjem onemogućio svaki pokušaj očitavanja letve. Ljudi su se znojili do besvijesti, figurante, nosače letava morali smo često mijenjati, čak se govorilo o pet mrtvih u polju koji su bili pogođeni toplotnim udarom.
Zbog nedostatka domaćih, stručni radnici su bili dovedeni iz različitih krajeva Monarhije (Imotski, Posušje, Lika), a u radu je sudjelovao i veliki broj stranaca, npr. Talijana, koji su radili kao zidari. Unatoč teškim uvjetima rada, domaća radna snaga je sudjelovala u izgradnji jer je rad bio dobro plaćen. Zbog teških uvjeta na terenu te poteškoća u izgradnji, posebno prilikom izgradnje tunela iznad Bajovaca, inženjeri su obavijestili Beč da se ne može i ne isplati raditi. Iz Beča je uslijedio odgovor "Može li kilogram kamena, kilogram eksploziva? Može, radite". Još je bilo objekata na kojima su inženjeri ukazivali na neopravdanost, međutim, pruga se morala graditi pod bilo koju cijenu. Jedan od dokaza neekonomskih interesa gradnje ove pruge je očit na primjeru udaljenosti Dubrovnika i Cavtata. Cestovna udaljenost je iznosila 17 km, a udaljenost željezničkom prugom 48,5 km.
Materijal za izgradnju pruge dovozio se iz više pravaca. Početni dio pruge snabdjevan je iz luke u Metkoviću te željeznicom iz Sarajeva, odakle se prijevoz dalje obavljao zaprežnim kolima do Hutova, a dalje lađama kroz Popovo polje. Postojao je i prilazni put iz Slanoga do Zavale, a od Trebinja se dolazilo do Huma. Treći smjer prema Ivanici i brdima Konavala bio je iz Dubrovnika, a iz Cavtata se materijal vozio kroz Konavle do Boke.
Pruga je svečano otvorena 15. i 16. srpnja 1901., a otvorenju su nazočili najviši uglednici, političari i državni činovnici iz Beča i Budimpešte te zemaljske uprave provincije BiH. Iako su interesi tadašnje države bili vojni i strateški, gradnja pruge doprinijela je razvoju krajeva kroz koje je prolazila (posebno u Popovu polju: najveća i najkorisnija investicija u njegovoj povijesti), a doprinos ostalim gospodarskim djelatnostima nije bio zanemariv.

## Tehničke značajke pruge i vlakova
Pruga je po svom karakteru smatrana brdskom (jaki usponi, česta razvijanja po padinama, oštre krivine). U Gabeli, na 6 m.n.v., pruga se postupno penjala prema Dubravici (149 m.n.v.), Hutovu (310 m.n.v.) i Uskoplju (350 m.n.v.) sve do najviše točke u Glavskoj (495 m.n.v.) odakle se spuštala prema Zelenici, na 2 m.n.v. Najveći nagib na pruzi bio je 28 promila. Pruga je bila širine 760 mm, a bila je predviđena za brzine od 20 km/h.
Na pruzi je bilo probijeno 46 tunela (17 na pruzi Gabela – Zelenika, 8 na dionici Uskoplje – Dubrovnik, 10 na dionici Trebinje – Bileća te 11 na dionici Bileća – Titograd). Bilo je izgrađeno tridesetak mostova i vijadukata, par stotina propusta, te brojni pružni prijelazi za ljude i stoku. Također je bilo i izgrađeno oko 85 tipskih staničnih zgrada, stražara i 6 bunkerskih objekata. Uz zgrade postaja bile su izgrađene i pomoćne zgrade poput restorana (na značajnijim postajama), skladišta, kolske vage, cisterne za vodu, a uz samu prugu betonske kućice za čuvare.
U početku su okosnicu vuče na pruzi činile parne lokomotive serije BHStB 185 (snage 147 KW/200 KS) i BHStB 83 (254 KW/345 KS), proizvođača Krauss iz Linza. Mogle su postići brzinu od 35 km/h. Povećanjem obima prometa nakon Drugog svjetskog rata u uporabi su bile i parne lokomotive serije JŽ 83 (snage 345 KS i najveće brzine 35 km/h), te serije JŽ 85 (snage 300 KS i najveće brzine 40 km/h). Povremeno su vozile i lokomotive serije JŽ 92 te lokomotive UNRRA (iz paketa pomoći SAD-a koje nisu imale oznaku serije), ali zbog lošeg utjecaja na prugu nisu bile u dužoj uporabi. Početkom 1970-ih u uporabu su ušle dizelsko-hidraulične lokomotive serije JŽ 740 (snage 600 KS i najveće brzine 50 km/h) koje je proizvodila tvrtka Đuro Đaković. Od njihova uvođenja do 1976. su bile jedino vučno sredstvo na ovoj pruzi.
Teretni promet je najprije obavljan dvoosovinskim vagonima nosivosti od 2 do 4 tone, a poslije su u promet uvedeni veći troosovinski vagoni nosivosti preko 10 tona. Putnički vagoni bili su klasificirani su 4 razreda. Vagoni 1. i 2. razreda imali su tapecirana sjedišta, 3. razred imao je drvena, a 4. razred bili su zapravo teretni vagoni s klupama za sjedenje. Prva tri razreda imala su plinsko osvjetljenje i parno grijanje, a u 4. razredu postojala je peć na ugljen. Treći i četvrti razred su ukinuti početkom 50-ih godina 20. stoljeća.
Na ovoj pruzi prometovali su i dizelski motorni vlakovi koji su u svoje vrijeme bili vrlo udobni i luksuzno opremljeni. Prvi je bio serije Ganz/SIBr 801 mađarskog proizvođača Ganz koji je prvi put prometovao 20. srpnja 1938. i to na relaciji Beograd – Sarajevo – Dubrovnik. Šezdesetih godina 20. stoljeća prugom je prometovao i motorni putnički vlak DMV 802 koji je proizvodila tvrtka Đuro Đaković.
Promet prugom u početku je bio zanemariv, ali je s vremenom rastao, pa je tako u vremenu od 4 godine prugom prevezeno 126.000 putnika i 28.000.000 bruto tona robe. U isto vrijeme, luka Gruž je po tonaži zauzimala drugo mjesto na Jadranu. Osim zapošljavanja stanovništva, prugom je omogućen prijevoz hrane i životnih potrepština, što je puno značilo za siromašni hercegovački kraj kojim je pruga prolazila. Zamjetan je bio utjecaj na demografske prilike, pa je tako 1879. na području Popova Polja (bez Hutova i Čarića) živjelo nešto više od 5000 stanovnika, a 1938. je broj stanovnika na istom području porastao na oko 9000.

## Ratna zbivanja
Već od svojih početaka, pruga je bila projektirana i napravljena za (prvenstveno) vojne potrebe. Uvjet je bio da gradnjom trase podno masiva pruga bude zaštićena od napada s mora. Popratni objekti (prvenstveno stanične zgrade i stražarnice) su bile čvrsto građene, s puškarnicama i pancirnim vratima i prozorima. Usprkos svemu, u Prvom svjetskom ratu pruga je bila napadnuta više puta. Prvi napad izvela je talijanska ratna mornarica 5. lipnja 1915. na otkriveni dio od Vojskog Dola do Mihanića, bez neke velike štete. U okolini Konavala i Dubrovnika 17. srpnja iste godine talijansko-francuske snage s mora su tukli postaje Vojski Dol, Cavtat i Gruž. Flota se povukla nakon što je austrougarska podmornica U-4 potopila talijanski oklopni krstaš "Garibaldi". Zabilježeni su i napadi savezničkog zrakoplovstva na dijelove pruge, te luke u Zeleniki i Dubrovniku.
Ni ratna zbivanja u Drugom svjetskom ratu nisu mimoišla ni prugu. Padom snaga Kraljevine Jugoslavije, nadzor nad prugom preuzimaju snage NDH. Nakon što su talijanske snage preuzele nadzor, počinje izgradnja mnogobrojnih utvrda. Pruga je cijelo vrijeme bila metom partizanskih i četničkih diverzija. Diverzije su najčešće bile u rastavljanju kolosijeka, a poslije i miniranja, nakon čega su lokomotive vozile u sredini kompozicije. Tijekom 1943. nadzor preuzimaju njemačke postrojbe, a krajem iste godine Saveznici su izveli teško bombardiranje luke u Gružu. Napadi su nastavljani i dalje, posebno na vlakove koji su vršili opskrbu postrojbi u Gružu i Zeleniki. U svrhu zaštite pruge, od rujna 1943. njemačke postrojbe su angažirale oklopni vlak Gabela. Partizanske su ga snage onesposobile 5. listopada 1944. na pruzi između Dubrovnika i Ravnoga. Približavanjem kraja rata, Nijemci su u povlačenju minirali više objekata. Između ostaloga, minirani su tunel "Knežica", vodospremu na Hrasnu (koja nikada više nije obnovljena), vijadukt kod Sjekosa kao i najduži željezni most na Tresani kod Gabele. Vlakovi su uglavnom prometovali cijelim tijekom rata, a posljednjih godina samo danju.
U Domovinskom ratu miniranjem nekih objekata na bivšoj trasi pruge često su zaustavljani prodori JNA koja je trasu pruge koristila za napredovanja prema Hutovu, te od Ivanice preko Glavske i konavoskih brda u napadima na Konavle i Cavtat. Trasom pruge od Uskoplja prema Ivanici hrvatske oklopne snage su vršile napade u operacijama za oslobađanje juga Hrvatske.

## Pruga u dvije Jugoslavije
Raspadom Austro-Ugarske nova država usklađuje i dopunjava postojeću željezničku mrežu, tako i ovu prugu. Ogranak pruge Hum - Trebinje 20. studenog 1931. produžen je do Bileće u dužini od 42,3 km, a 12. srpnja 1938. do Nikšića u dužini od 71,3 km. Postojala je i ideja tzv. Jadranske željeznice prema Boki kotorskoj, međutim nikada nije realizirana. Nakon Drugog svjetskog rata pruga i dalje ima veliki značaj, a izgrađena je i dionica od Nikšića do Podgorice (tada Titograda) i puštena u promet 1948.
Zbog ograničenog kapaciteta te sve snažnije konkurencije cestovnih prijevoznika, promet pada i pruga postaje sve nerentabilnija, pogotovo izgradnjom novih pruga širokog kolosijeka (1435 mm). Modernizacijom i širenjem pruge Sarajevo – Ploče na široki kolosijek 1966. veza ove pruge s prugom Sarajevo – Ploče je kolodvor u Čapljini.  Na drugom kraju pruge, na pruzi od Nikšića do Titograda je također uveden normalni kolosijek, što je značajno smanjilo promet luke u Gružu koji je sada bio usmjeren na luku u Baru.
Iako je na teškim dijelovima pruge napravljen remont, te su nabavljeni novi motorni vlakovi i dizelske lokomotive, te izvršen popravak vučnih prijevoznih kapaciteta, donesena je odluka o zatvaranju ove pruge. Reorganizacijom željezničkog prometa u SFRJ od 1. siječnja 1966. predviđen je opstanak samo rentabilnih pruga. Bio je to početak kraja ove pruge. Uvjet opstanka ove pruge bila je subvencija tadašnjih saveznih republika SFRJ: Bosne i Hercegovine, Hrvatske i Crne Gore što nikada nije ostvareno. 
Ukidanje željeznice imalo je katastrofalne posljedice po krajeve kroz koje je prolazila, a posebno za istočnu Hercegovinu gdje je trend iseljavana stanovništva prema većim središtima time bio bitno ubrzan. Unatoč obećanjima stanovništvu o izgradnji cestovne infrastrukture kao zamjenu za ukinutu prugu, te nemogućnošću putničkih cestovnih prijevozničkih tvrtki da zadovolje osnovne potrebe stanovništva, prometna izoliranost uzela je danak.  Stanovništvo naselja uz prugu je u vremenu od 1971. do 1991. više nego prepolovljeno, uz vidljiv prirast u gradovima kojima su naselja gravitirala (Čapljina, Neum, Trebinje). Hutovsku osnovnu školu (jednu od većih u tim krajevima) školske godine 1973./74. pohađala su 754 učenika. Iste godine kada je ukinuta pruga, u Hutovu je otvorena nova osnovna škola, a pad je, unatoč tome i nakon toga bio zamjetan: u školskog godini 1981./82. pohađalo ju je 499, a školske godine 1985./86. 372 učenika.
Teretni su vlakovi prestali prometovati prije, a posljednji vlak iz Zelenike kreće 30. lipnja 1968. Popularni Ćiro iz Dubrovnika posljednji je put krenuo 30. svibnja 1976. čime je Dubrovnik opet postao lučki grad bez željezničke veze sa zaleđem. Već u ljeto 1976. pristupilo se demontaži pruge. Najveći dio mreže kolosijeka, gornji stroj i opremu pruge otkupila je tvrtka "Opuzenka" iz Metkovića. Pragovi i tračnice prodani su dalje u Nizozemsku, Njemačku, Italiju i Alžir te diljem SFRJ. Bez posla ostalo je 1526 željezničara.

## Postaje po dionicama
| Dionica Gabela – Uskoplje | Dionica Gabela – Uskoplje | Dionica Gabela – Uskoplje | Dionica Gabela – Uskoplje | Dionica Gabela – Uskoplje |
| Naziv                     | Status                    | mnm                       | km od Gabele              | Opis |
| ------------------------- | ------------------------- | ------------------------- | ------------------------- | --- |
| Gabela                    | kolodvor                  | 6,70                      | -                         | Kolodvor je imao u početku prizemnu staničnu zgradu koja je naknadno podignuta na kat, 6 kolosijeka te slijepi kolosijek za utovar i istovar robe. Postojala je i vodosprema i skladište ugljena za snabdijevanje lokomotiva te robno skladište. U Gabeli su stajali svi putnički i brzi vlakovi jer je tu bio prijelaz putnika prema Metkoviću. Puštanjem u promet pruge normalnog kolosijeka, kolodvor u Gabeli gubi na važnosti, a prijelaz putnika nastavljao se obavljati u Čapljini.       |
| Krupa                     | stajalište                | -                         | 2,60                      | Stražarnica na kat s kamenim poluokruglim bunkerima. |
| Sjekose                   | s.t.o.                    | 146,70                    | 10,70                     | Stanična zgrada (srušena krajem 1980-ih), tri kolosijeka od kojih su dva produžena prilikom remonta 1963. |
| Hrasno                    | s.t.o.                    | 245,00                    | 17,00                     | Tipska prijemna zgrada, pet kolosijeka, od kojih su dva slijepa (jedan za snabdijevanje lokomotiva, drugi za robu) te na izlazu prema Hutovu napojnik za lokomotive i kanal za čišćenje lokomotiva. U Hrasnu je postojao kompleks od tri skupljača vode površine 80.000 m2, pripadajućih kanala i cisterne zapremine 7000 m3. |
| Hutovo                    | kolodvor                  | 310,00                    | 23,20                     | Kolodvor je činila tipska zgrada te u početku dva kolosijeka koja su naknadno proširena trećim, a 1938. i četvrtim te vojna rampa uz slijepi kolosijek. Na prvom i drugom su kolosijeku postojali kanali za pregled lokomotiva. Postojala je i ložionica koja je 1938. prenamijenjena u robno skladište te stambeni prostor. Iz Hutova su prometovala dva lokalna vlaka: jedan za Čapljinu a drugi za Dubrovnik.                                                                                 |
| Zelenikovac               | stajalište                | -                         | 27,70                     | - |
| Turkovići                 | s.t.o.                    | 278,80                    | 33,70                     | Stanična zgrada, dva kolosijeka, treći slijepi, te (u početcima pruge) ugljenara. |
| Trnčina                   | stajalište                | -                         | 37,60                     | Tipska željeznička zgrada. |
| Velja Međa                | s.t.o.                    | 291,00                    | 41,00                     | Prijemna zgrada te tri kolosijeka, od kojih je jedan slijepi. |
| Dvrsnica                  | stajalište                | -                         | 45,00                     | Željeznička zgrada. |
| Ravno                     | kolodvor                  | 319,00                    | 48,80                     | Stanična zgrada s uredima u prizemlju te stanovima na katu, tri kolosijeka (od kojih su drugi i treći produženi prilikom remonta 1963.), slijepi kolosijek za robu te skladište za robu. |
| Čvaljina                  | stajalište                | -                         | 51,40                     | - |
| Zavala                    | s.t.o.                    | 266,00                    | 54,30                     | Stanična zgrada poput zgrade u Hutovu, tri kolosijeka i skladište za robu. |
| Grmljani                  | stajalište                | -                         | 60,40                     | - |
| Sedlari                   | stajalište                | -                         | -                         | - |
| Poljice                   | s.t.o.                    | 270,00                    | 65,10                     | Stanična zgrada, dva kolosijeka te slijepi kolosijek i robno skladište. |
| Diklići                   | stajalište                | -                         | 69,20                     | - |
| Gojšina                   | stajalište                | -                         | 72,40                     | - |
| Jasenica Lug              | s.t.o.                    | 266,80                    | 74,40                     | Stanična zgrada, dva kolosijeka te treći slijepi. |
| Đedići                    | stajalište                | -                         | 78,20                     | - |
| Hum                       | kolodvor                  | 270,00                    | 80,70                     | Od 1901. najveće željezničko čvorište od Sarajeva do Zelenike, a nakon 1966. najveće željezničko čvorište iza Čapljine. Hum je bio prolazna postaja prema Zeleniki i Dubrovniku te rasputna postaja prema Trebinju, Bileći te dalje prema Nikšiću i Titogradu. Stanična zgrada u prizemlju je imala urede te željeznički restoran, a na katu su bili stanovi. Kolodvor je imao 14 kolosijeka (od toga 8 manipulativnih). Postojala je i radionica za popravak kola i lokomotiva kao i ugljenara. |
| Zaplanik                  | stajalište                | 245,00                    | 85,50                     | - |
| Uskoplje                  | kolodvor                  | 350,00                    | 90,10                     | Stanična zgrada katnica sa službenim prostorijama i restoranom u prizemlju te stanovima na katu, robno skladište te sedam kolosijeka. Nakon ukidanja Zeleničke pruge 1968. postaje prolazna stanica za Dubrovnik s tri kolosijeka. |

| Dionica Uskoplje – Dubrovnik | Dionica Uskoplje – Dubrovnik | Dionica Uskoplje – Dubrovnik | Dionica Uskoplje – Dubrovnik | Dionica Uskoplje – Dubrovnik |
| Naziv                        | Status                       | mnm                          | km od Uskoplja               | Opis |
| ---------------------------- | ---------------------------- | ---------------------------- | ---------------------------- | --- |
| Uskoplje                     | kolodvor                     | 350,00                       | -                            | Stanična zgrada katnica sa službenim prostorijama i restoranom u prizemlju te stanovima na katu, robno skladište te sedam kolosijeka. Nakon ukidanja Zeleničke pruge 1968. postaje prolazna stanica za Dubrovnik s tri kolosijeka. |
| Brgat                        | stajalište                   | -                            | 4,10                         | - |
| Šumet                        | s.t.o.                       | 175,00                       | 9,20                         | Stanična zgrada, dva kolosijeka. |
| Gruž                         | kolodvor                     | 1,90                         | 16,50                        | Stanična zgrada s 5 staničnih kolosijeka, te nekoliko industrijskih i kolosijeka za ložionicu te slijepi kolosijek. Postojala je i ložionica te elektrotehnička služba. Naknadno je preimenovan u Dubrovnik.                       |

| Dionica Uskoplje – Zelenika | Dionica Uskoplje – Zelenika | Dionica Uskoplje – Zelenika | Dionica Uskoplje – Zelenika | Dionica Uskoplje – Zelenika |
| Naziv                       | Status                      | mnm                         | km od Uskoplja              | Opis |
| --------------------------- | --------------------------- | --------------------------- | --------------------------- | --- |
| Uskoplje                    | kolodvor                    | 350,00                      | -                           | Stanična zgrada katnica sa službenim prostorijama i restoranom u prizemlju te stanovima na katu, robno skladište te sedam kolosijeka. Nakon ukidanja Zeleničke pruge 1968. postaje prolazna stanica za Dubrovnik s tri kolosijeka. |
| Ivanica                     | stajalište                  | -                           | 3,10                        | - |
| Zagradinje                  | stajalište                  | -                           | 8,70                        | |
| Glavska                     | s.t.o.                      | 495,00                      | 12,00                       | Stanična zgrada na kat, dva kolosijeka te treći slijepi. Glavska je najviša točka na ovoj pruzi. |
| Brotnice                    | stajalište                  | 447,00                      | -                           | - |
| Vojski Do                   | stajalište                  | 423,90                      | 18,60                       | - |
| Mihanići                    | s.t.o.                      | 328,30                      | 23,00                       | Stanična zgrada te dva kolosijeka. |
| Cavtat                      | kolodvor                    | 125,70                      | 31,70                       | Stanična zgrada na kat i tri kolosijeka. |
| Čilipi                      | s.t.o.                      | 131,60                      | 36,30                       | Prizemna stanična zgrada, tri kolosijeka i robno skladište. |
| Komaj                       | stajalište                  | 113,00                      | 39,70                       | - |
| Gruda                       | stanica                     | 80,40                       | 44,40                       | Stanična zgrada katnica, dva kolosijeka i dva slijepa kolosijeka. |
| Pločice                     | stajalište                  | -                           | 47,70                       | - |
| Nagumanac                   | stajalište                  | 185,00                      | 50,50                       | - |
| Sutorina                    | ukrsnica                    | 102,60                      | 54,40                       | Stanična zgrada, dva kolosijeka. |
| Igalo                       | s.t.o.                      | 3,60                        | 59,00                       | Stanična zgrada katnica, tri kolosijeka. |
| Herceg Novi                 | s.t.o.                      | 3,10                        | 61,70                       | Stanična zgrada katnica, dva kolosijeka (drugi naknadno izgrađen). |
| Savina                      | stajalište                  | -                           | 64,10                       | - |
| Zelenika                    | kolodvor                    | 1,90                        | 65,40                       | Stanična zgrada katnica sa stanovima na katu te pet staničnih i ranžirnih kolosijeka. Osim njih postojali su i kolosijeci za luku, ložionicu te za vojno skladište. Postojalo je i skladište za robu te vojno skladište.           |

| Dionica Hum – Trebinje | Dionica Hum – Trebinje | Dionica Hum – Trebinje | Dionica Hum – Trebinje | Dionica Hum – Trebinje |
| Naziv                  | Status                 | mnm                    | km od Huma             | Opis |
| ---------------------- | ---------------------- | ---------------------- | ---------------------- | --- |
| Hum                    | kolodvor               | 270,00                 | -                      | Od 1901. najveće željezničko čvorište od Sarajeva do Zelenike, a nakon 1966. najveće željezničko čvorište iza Čapljine. Hum je bio prolazna postaja prema Zeleniki i Dubrovniku te rasputna postaja prema Trebinju, Bileći te dalje prema Nikšiću i Titogradu. Stanična zgrada u prizemlju je imala urede te željeznički restoran, a na katu su bili stanovi. Kolodvor je imao 14 kolosijeka (od toga 8 manipulativnih). Postojala je i radionica za popravak kola i lokomotiva kao i ugljenara. |
| Taleža                 | stajalište             | -                      | -                      | - |
| Ljubovo - Duži         | s.t.o.                 | 279,10                 | 6,80                   | Stanična zgrada, dva kolosijeka. |
| Volujac                | stajalište             | -                      | 11,70                  | - |
| Aleksina Međa          | stajalište             | -                      | 14,30                  | - |
| Trebinje               | kolodvor               | 275,60                 | 16,60                  | Stanična zgrada s restoranom, robno skladište, ložionica te šest kolosijeka i dva slijepa kolosijeka. |

Napomena: s.t.o. označava originalni izraz iz željezničke terminologije: saobraćajno transportno otpremništvo. Podatci prezeti iz knjige Pruge koje su život značile Stanislava Vukorepa.

## Pruga danas
Od ove pruge ostalo je vrlo malo objekata. Od pružnih vozila danas postoji u Trebinju i u Pločama po jedna parna lokomotiva serije 83, a do devedesetih godina prošloga stoljeća postojala je još jedna u Mostaru te lokomotiva serije 85 u Čapljini ali su one izrezane. U Hrasnu, Veljoj Međi i Aleksinoj Međi postoji po jedan G vagon. Od postroja pruge postoje još dva signala u Poljici kod Ravnoga te na Trubjeli, nešto pragova u Kusidama u Crnoj Gori, par metara kolosijeka na prijelazu u Gabeli te okretaljka u Bileći. Veći dio objekata je propao ili su u stanju propadanja, osim rijetkih u kojima se još stanuje ili su prodani i služe u turističke svrhe.
U sklopu projekta "Bicikliranjem kroz povijest - revitalizacija stare uskotračne pruge Ćiro" rutom pruge uspostavljena je biciklistička staza. Cilj projekta je integracija gospodarstva u pograničnim područjima Dubrovačko-neretvanske županije i Hercegovine te razvoj nove zajedničke turističke ponude. Projekt je najvećim dijelom financirala Europska unija. U sklopu istog projekta Ćirinom biciklijadom u kojoj je sudjelovalo više od 200 bicklista iz Bosne i Hercegovine te Hrvatske obilježena je 115. godišnjica puštanja u promet ove pruge.

## Zanimljivosti
Na ovoj pruzi je (između ostalih) prometovao i lokalni vlak Čapljina - Hutovo - Čapljina. Taj vlak je imao nadimak Boko po tada vrlo čestom muškom imenu u istočnoj Hercegovini (Boško, Boko).
Štangerovu ćupriju (koju lokalno stanovništvo naziva Gožđena ćuprija), most iznad Sjekosa prema kazivanju projektirao je Gustave Eiffel, projektant Eiffelova tornja.
Izgradnju tunela Bubreg (L=246 m) iznad Sjekosa vodila su dva inženjera čijom je pogrješkom došlo do umaknuća trase koja je i danas vidljiva u samom tunelu.
U kolodvorskoj zgradi u Hutovu rođen je redatelj i scenarist Vlatko Filipović, a u staničnoj zgradi u Turkovićima pjesnik Stojan Vučićević.
Hrašanjska visoravan kojom je pruga trebala prolaziti bila je izrazito stočarski kraj. Zbog stočnoga fonda obitelji Raguž Rogonjić odustalo se od prvotno zamišljene dionice kroz Hrasno te je premještena nešto južnije.

## Galerija slika
- Lokomotiva Klose 185-025 u Čapljini 1965.
- Postaja Hum oko 1901.
- Postaja Uskoplje
- Postaja i luka u Gružu početkom 20. stoljeća
- Pruga u Herceg Novom oko 1901.
- Krajnja točka pruge u Zelenici 1936.

## Vanjske poveznice
- Kilogram kamena, kilogram zlata Hrvatski neretvanski zbornik br. 1, 2009. ISSN 1847-1579 (pristupljeno 14. prosinca 2013.)
- Željeznicom na more  Arhivirana inačica izvorne stranice od 3. prosinca 2013. (Wayback Machine) (pristupljeno 2. prosinca 2013.)
- Velika zainteresiranost za projekt obnove željezničke pruge „Ćiro“  Arhivirana inačica izvorne stranice od 3. prosinca 2013. (Wayback Machine) (pristupljeno 2. prosinca 2013.)
- Dubrovačka željeznica na fotografijama (pristupljeno 2. prosinca 2013.)
- Dubrovnik to Sarajevo in 1965 (engl.) (pristupljeno 3. prosinca 2013.)
- From Sarajevo to Dubrovnik in 1967 (engl.) (pristupljeno 3. prosinca 2013.)
- Zakonski članak XXIV.: 1893. zajedničkoga ugarsko-hrvatskoga državnoga sabora o gradnji uzkotračne željeznice Gabela-Boka Kotorska i krilnih pruga njenih, vodećih naprama Trebinju i Gružu, Sbornik zakonah i naredabah valjanih za kraljevinu Hrvatsku i Slavoniju, 1898. kom. I-XIV, str. 407. – 408., Österreichische Nationalbibliothek (pristupljeno 26. rujna 2018.)